# 浦南医院
浦南医院是中華人民共和國上海市浦東新區一家二級綜合性醫院，也是上海市首家國有民營醫院，該醫院成立於1983年。醫院大樓於1999年和2012年兩次擴建。2000年代初，上海藍十字醫院管理投資有限公司開始負責醫院經營。